# 小林里歌子
小林 里歌子（こばやし りかこ、1997年7月21日 - ）は、兵庫県神戸市出身の女子サッカー選手。日テレ・東京ヴェルディベレーザ所属。元サッカー日本女子代表。ポジションはフォワード、ミッドフィールダー。Jリーガーの小林成豪は実兄。

## 経歴

### ユース
小学校時代に兄の小林成豪も所属していた地元の若草少年サッカークラブでサッカーを始める。神戸市立小束山小学校出身。小学6年生の時には4x100mリレーの選手として神戸女子選抜長距離大会に参加して3位になる。10歳で神戸市女子トレセンU-11、12歳でナショナルトレセンU-12関西を経て、U-13日本女子選抜に選ばれた。神戸市立多聞東中学校に進学すると同時にアギラス神戸に入団、12歳でなでしこチャレンジリーグの試合に出場するようになった。
2011年、創立したばかりのプラセル神戸に入団し、背番号10をつけた。
2013年、高校女子サッカー界の名門常盤木学園高等学校へ進学。同年9月にはAFC U-16女子選手権（中国・南京）に出場し、得点王に輝く活躍でチームに優勝に導く。
2015年、チャレンジリーグで13試合13得点の活躍で自身初となるリーグ得点王、リーグMVPに輝いた。9月30日、宮城県代表として出場していた第70回国民体育大会の準決勝の三重戦で負傷。前十字靱帯断裂、全治6か月と診断され、2016年1月の第24回全日本高等学校女子サッカー選手権大会に出場出来なかった。

### シニア
2016年、法政大学に進学。同年1月19日、かねてから内定が報道されていた日テレ・ベレーザへの入団が発表された。しかしシーズン大半を前年負った怪我のリハビリに当てることとなる。7月にはパプアニューギニアで11月に開幕するU-20杯での活躍が期待される選手としてFIFAのインタビュー内で大会への抱負を語り、9月にはチーム練習に参加している旨が公表されるなど、AFC U-19選手権MVPでU-19代表チーム得点王である小林の復帰への期待は自然と高まったが、ホーム戦の第15節と17節のベンチ入りのみにとどまり、10月24日に発表されたU-20女子日本代表からは選外となった。結局リーグ終了まで実戦復帰は叶わず、11月には今度は右膝半月板を損傷し手術していた事が発表された。
2017年、公表されていた2度目の怪我の全治予定時期を過ぎてもベンチ入りする事はなく、公式戦に出場せずにシーズンを終えた。
2018年4月1日のリーグカップ戦第1節ジェフ千葉戦で実に2年6ヶ月ぶりに公式戦復帰を果たした。同月15日には復帰3試合目となるリーグカップ戦第3節でリーグ公式戦初ゴールを挙げた。11月3日のリーグ最終戦ではベレーザ入団後初めて公式戦で先発90分フル出場を果たし、その上に2得点を挙げる活躍を見せた。
2022年2月9日、左膝内側半月板を損傷し、全治は約6カ月と発表された。
2023年7月17日、プロ女子テニス選手の大坂なおみが共同オーナーを務めているアメリカ・NWSLのノースカロライナ・カレッジへ完全移籍。
2024年3月21日、2024年シーズンまでのノースカロライナ・カレッジとの契約解除で合意した。怪我のため、リーグでの出場がないままの退団となった。同年7月8日、古巣の日テレ・東京ヴェルディベレーザへ復帰することが発表された。怪我からの回復・復帰を目指していた中、同年11月12日のトレーニング中にアキレス腱断裂（全治約6ヶ月）を受傷した。

### 代表
2014年、2014 FIFA U-17女子ワールドカップ（コスタリカ）に出場、大会を通して2得点にとどまったものの、スペインとの決勝で試合を決定づける児野楓香の2点目をアシストをするなど攻守にわたって躍動し、日本の初優勝に大きく貢献した。
2015年、AFC U-19女子選手権(中国・南京)に出場、準決勝まで出場したすべての試合でゴールする活躍を見せる。翌年のU-20W杯の出場権がかかった準決勝の韓国戦では、日本が試合の主導権を握りながら攻めあぐねる中、82分に値千金の決勝点をあげた。
2019年1月31日から5日間にわたって行われたトレーニングキャンプでA代表レベルでの初招集を受けると、2019 シービリーブスカップ（2月27日-3月5日）に参加するアメリカ遠征メンバーに選ばれ、初戦のアメリカ戦でなでしこジャパンデビューを飾った。第2戦のブラジル戦では59分から途中出場すると、81分に代表初ゴールを記録した。

## プレースタイル
運動量が豊富で確かなテクニックと状況判断能力に優れる。小学校時に短距離の選手だったこともあり、裏への瞬間的な飛び出しやDFを振り切るドリブルも武器としている。AFC U-16やAFC U-19でチーム得点王に輝くなど、生粋の点取り屋のイメージが強いが、視野が広く、サイドでの起点作りや、ドリブルからのチャンスメイクも得意としている。
反面、ゴールが近くても味方へのパスを選択する事があり、2015年に放送された『めざせ!2020年のオリンピアン〜東京五輪の原石たち〜』（NHK総合テレビ） では、元日本代表の前園真聖にその点を改善すべき点として挙げられていた。

## 個人成績

### クラブ
| クラブ                     | シーズン       | リーグ         | 背番号 | リーグ戦 | リーグ戦 | カップ戦 | カップ戦 | リーグ杯 | リーグ杯 | UEFA / AFC | UEFA / AFC | 合計 | 合計 |
| クラブ                     | シーズン       | リーグ         | 背番号 | 出場     | 得点     | 出場     | 得点     | 出場     | 得点     | 出場       | 得点       | 出場 | 得点 |
| -------------------------- | -------------- | -------------- | ------ | -------- | -------- | -------- | -------- | -------- | -------- | ---------- | ---------- | ---- | ---- |
| アギラス神戸               | 2010           | チャレンジWEST | 22     | 11       | 2        | 1        | 0        | —        | —        | —          | —          | 12   | 2    |
| プラセル神戸               | 2011           | 関西2部A       | 10     | (7)      | (8)      | —        | —        | —        | —        | —          | —          | (7)  | (8)  |
| プラセル神戸               | 2012           | 関西1部        | 10     | (9)      | (6)      | —        | —        | —        | —        | —          | —          | (9)  | (6)  |
| プラセル神戸               | 通算           | 通算           | 通算   | (16)     | (14)     | 0        | 0        | 0        | 0        | 0          | 0          | (16) | (14) |
| 常盤木学園高校             | 2013           | チャレンジ     | 30     | 13       | 4        | 1        | 0        | —        | —        | —          | —          | 14   | 4    |
| 常盤木学園高校             | 2014           | チャレンジ     | 9      | 19       | 14       | 2        | 0        | —        | —        | —          | —          | 21   | 14   |
| 常盤木学園高校             | 2015           | チャレンジEAST | 10     | 13       | 13       | 0        | 0        | —        | —        | —          | —          | 13   | 13   |
| 常盤木学園高校             | 通算           | 通算           | 通算   | 45       | 31       | 3        | 0        | 0        | 0        | 0          | 0          | 48   | 31   |
| 日テレ・ベレーザ           | 2016           | なでしこ1部    | 18     | 0        | 0        | 0        | 0        | 0        | 0        | —          | —          | 0    | 0    |
| 日テレ・ベレーザ           | 2017           | なでしこ1部    | 18     | 0        | 0        | 0        | 0        | 0        | 0        | —          | —          | 0    | 0    |
| 日テレ・ベレーザ           | 2018           | なでしこ1部    | 18     | 15       | 3        | 5        | 1        | 9        | 1        | —          | —          | 29   | 5    |
| 日テレ・ベレーザ           | 2019           | なでしこ1部    | 11     | 16       | 11       | 5        | 5        | 2        | 0        | 2          | 1          | 25   | 17   |
| 日テレ・東京ベレーザ       | 2020           | なでしこ1部    | 11     | 14       | 13       | 5        | 6        | —        | —        | —          | —          | 19   | 19   |
| 日テレ・東京ベレーザ       | 2021-22        | WE             | 10     | 9        | 3        | 2        | 1        | —        | —        | —          | —          | 11   | 4    |
| 日テレ・東京ベレーザ       | 2022-23        | WE             | 10     | 18       | 6        | 4        | 2        | 0        | 0        | —          | —          | 22   | 8    |
| 日テレ・東京ベレーザ       | 通算           | 通算           | 通算   | 72       | 36       | 21       | 15       | 11       | 1        | 2          | 1          | 106  | 53   |
| ノースカロライナ・カレッジ | 2023           | NWSL           | 27     | 0        | 0        | —        | —        | 0        | 0        | —          | —          | 0    | 0    |
| ノースカロライナ・カレッジ | 2024           | NWSL           | 27     | 0        | 0        | —        | —        | 0        | 0        | —          | —          | 0    | 0    |
| ノースカロライナ・カレッジ | 通算           | 通算           | 通算   | 0        | 0        | 0        | 0        | 0        | 0        | 0          | 0          | 0    | 0    |
| 日テレ・東京ベレーザ       | 2024-25        | WE             | 20     | 0        | 0        | 0        | 0        | 0        | 0        | -          | -          | 0    | 0    |
| 通算                       | 日本           | 日本           | 1部    | 72       | 36       | 21       | 15       | 11       | 1        | 2          | 1          | 106  | 53   |
| 通算                       | 日本           | 日本           | 2部    | 43       | 20       | 4        | 0        | 0        | 0        | 0          | 0          | 47   | 20   |
| 通算                       | 日本           | 日本           | 3部    | 13       | 13       | 0        | 0        | 0        | 0        | 0          | 0          | 13   | 13   |
| 通算                       | 日本           | 日本           | その他 | (16)     | (14)     | 0        | 0        | 0        | 0        | 0          | 0          | (16) | (14) |
| 通算                       | アメリカ合衆国 | アメリカ合衆国 | 1部    | 0        | 0        | 0        | 0        | 0        | 0        | 0          | 0          | 0    | 0    |
| 総通算                     | 総通算         | 総通算         | 総通算 | 128      | 69       | 25       | 15       | 11       | 1        | 2          | 1          | 166  | 86   |

1. 1 2  AFC女子クラブ選手権2019の成績
2. ↑  各国の全国大会のみ集計

- 日本女子サッカーリーグ
  - 初出場 - 2010年4月18日 チャレンジリーグWEST 第3節 静岡産業大学磐田ボニータ戦 (ヤマハスタジアム)
  - 初得点 - 2010年8月28日 チャレンジリーグWEST 第12節 スペランツァF.C.高槻戦 (神戸総合運動公園補助競技場)
  - 通算100試合出場 - 2020年10月11日 なでしこリーグ1部 第14節 浦和レッズレディース戦 (AGFフィールド)

- WEリーグ
  - 初出場 - 2021年9月12日 第1節 三菱重工浦和レッズレディース戦 (味の素フィールド西が丘)[30]
  - 初得点 - 2021年9月25日 第3節 サンフレッチェ広島レジーナ戦 (味の素フィールド西が丘)[30]

### 代表
- 2019年2月27日 - 日本代表初出場 -  アメリカ合衆国戦 (2019 シービリーブスカップ（英語版）)
- 2019年3月2日 - 日本代表初得点 -  ブラジル戦 (2019 シービリーブスカップ)

#### 主な出場大会
- U-16日本女子代表
  - 2013年 - AFC U-16女子選手権

- U-17日本女子代表
  - 2014年 - FIFA U-17女子ワールドカップ

- U-19日本女子代表
  - 2015年 - AFC U-19女子選手権

- なでしこジャパン (日本女子代表)
  - 2019年 - 2019 シービリーブスカップ（英語版）（アメリカ合衆国）
  - 2019年 - 2019 FIFA女子ワールドカップ
  - 2019年 - EAFF E-1サッカー選手権2019

#### 試合数
| 日本代表 | 国際Aマッチ | 国際Aマッチ |
| 年       | 出場        | 得点        |
| -------- | ----------- | ----------- |
| 2019     | 12          | 4           |
| 2021     | 2           | 0           |
| 2023     | 2           | 0           |
| 通算     | 16          | 4           |

2023年2月23日現在

#### 出場試合
| 出場試合一覧 | 出場試合一覧   | 出場試合一覧   | 出場試合一覧                       | 出場試合一覧         | 出場試合一覧 | 出場試合一覧 | 出場試合一覧                    | 出場試合一覧 |
| #            | 開催日         | 開催都市       | スタジアム                         | 対戦国               | 結果         | 監督         | 大会                            | 出典         |
| ------------ | -------------- | -------------- | ---------------------------------- | -------------------- | ------------ | ------------ | ------------------------------- | ------------ |
| 1.           | 2019年2月27日  | チェスター     | タレン・エナジー・スタジアム       | アメリカ合衆国       | △ 2-2        | 高倉麻子     | 2019 シービリーブスカップ       | [ 31 ]       |
| 2.           | 2019年3月2日   | ナッシュビル   | ニッサン・スタジアム               | ブラジル             | ○ 3-1        | 高倉麻子     | 2019 シービリーブスカップ       | [ 32 ]       |
| 3.           | 2019年3月5日   | タンパ         | レイモンド・ジェームス・スタジアム | イングランド         | ● 0-3        | 高倉麻子     | 2019 シービリーブスカップ       | [ 33 ]       |
| 4.           | 2019年4月4日   | オセール       | スタッド・アッベ・デシャン         | フランス             | ● 1-3        | 高倉麻子     | 国際親善試合 ～ヨーロッパ遠征～ | [ 34 ]       |
| 5.           | 2019年4月9日   | パーダーボルン | ベンテラー・アレーナ               | ドイツ               | △ 2-2        | 高倉麻子     | 国際親善試合 ～ヨーロッパ遠征～ | [ 35 ]       |
| 6.           | 2019年6月14日  | レンヌ         | ロアゾン・パルク                   | スコットランド       | ○ 2-1        | 高倉麻子     | 2019 FIFA女子ワールドカップ     | [ 36 ]       |
| 7.           | 2019年6月19日  | ニース         | スタッド・ド・ニース               | イングランド         | ● 0-2        | 高倉麻子     | 2019 FIFA女子ワールドカップ     | [ 37 ]       |
| 8.           | 2019年10月6日  | 静岡           | IAIスタジアム日本平                | カナダ               | ○ 4-0        | 高倉麻子     | 国際親善試合                    | [ 38 ]       |
| 9.           | 2019年11月10日 | 北九州         | 北九州スタジアム                   | 南アフリカ共和国     | ○ 2-0        | 高倉麻子     | MS&ADカップ2019                 | [ 39 ]       |
| 10.          | 2019年12月11日 | 釜山           | 釜山アジアド主競技場               | チャイニーズタイペイ | ○ 9-0        | 高倉麻子     | EAFF E-1サッカー選手権2019      | [ 40 ]       |
| 11.          | 2019年12月14日 | 釜山           | 九徳総合運動場                     | 中華人民共和国       | ○ 3-0        | 高倉麻子     | EAFF E-1サッカー選手権2019      | [ 41 ]       |
| 12.          | 2019年12月17日 | 釜山           | 九徳総合運動場                     | 韓国                 | ○ 1-0        | 高倉麻子     | EAFF E-1サッカー選手権2019      | [ 42 ]       |
| 13.          | 2021年11月25日 | アルメレ       | ヤンマー・スタディオン             | アイスランド         | ● 0-2        | 池田太       | 国際親善試合                    | [ 43 ]       |
| 14.          | 2021年11月29日 | ハーグ         | カーズ・ジーンズ・スタディオン     | オランダ             | △ 0-0        | 池田太       | 国際親善試合                    | [ 44 ]       |
| 15.          | 2023年2月16日  | オーランド     | エクスプロリア・スタジアム         | ブラジル             | ● 0-1        | 池田太       | 2023 シービリーブスカップ       | [ 45 ]       |
| 16.          | 2023年2月22日  | フリスコ       | トヨタ・スタジアム                 | カナダ               | ○ 3-0        | 池田太       | 2023 シービリーブスカップ       | [ 46 ]       |

#### ゴール
| ゴール一覧 | ゴール一覧     | ゴール一覧   | ゴール一覧                 | ゴール一覧           | ゴール一覧 | ゴール一覧 | ゴール一覧                 | ゴール一覧 |
| #          | 開催日         | 開催都市     | スタジアム                 | 対戦国               | 結果       | 監督       | 大会                       | 出典       |
| ---------- | -------------- | ------------ | -------------------------- | -------------------- | ---------- | ---------- | -------------------------- | ---------- |
| 1.         | 2019年3月2日   | ナッシュビル | ニッサン・スタジアム       | ブラジル             | ○ 3-1      | 高倉麻子   | 2019 シービリーブスカップ  | [ 47 ]     |
| 2.         | 2019年4月4日   | オセール     | スタッド・アッベ・デシャン | フランス             | ● 1-3      | 高倉麻子   | 国際親善試合               | [ 48 ]     |
| 3.         | 2019年10月6日  | 静岡         | IAIスタジアム日本平        | カナダ               | ○ 4-0      | 高倉麻子   | 国際親善試合               | [ 49 ]     |
| 4.         | 2019年12月11日 | 釜山         | 釜山アジアド主競技場       | チャイニーズタイペイ | ○ 9-0      | 高倉麻子   | EAFF E-1サッカー選手権2019 | [ 50 ]     |

## タイトル

### クラブ
- 常盤木学園高等学校サッカー部
  - チャレンジリーグ: 2回 （2013, 2015)

- 日テレ・ベレーザ / 日テレ・東京ヴェルディベレーザ
  - 日本女子サッカーリーグ： 4回 （2016, 2017, 2018, 2019)
  - 皇后杯 JFA 全日本女子サッカー選手権大会： 5回 (2017, 2018, 2019, 2020, 2022)
  - なでしこリーグカップ： 3回 （2016, 2018, 2019)

### 代表
- U-16日本女子代表
  - AFC U-16女子選手権: 1回 (2013)
- U-17日本女子代表
  - FIFA U-17女子ワールドカップ: 1回 (2014)
- U-19日本女子代表
  - AFC U-19女子選手権: 1回 (2015)

### 個人
- AFC U-16女子選手権 得点王（7点, 2013）
- AFC U-19女子選手権 最優秀選手: (2015)
- AFC アジア年間最優秀ユース選手賞: (2015)

- チャレンジリーグ
  - 最優秀選手賞（MVP）: (2015)
  - 得点王: (2015)
  - 新人賞: (2013)

- WEリーグ
  - 優秀選手賞: 1回 (2022-23)